# Quarante H.P
Quarante H.P est un film français réalisé par Jacques Grétillat et sorti en 1919.

## Synopsis
Le Comte de Clain perd sa fortune pour une femme, Luce de Lancret. Elle devient la maîtresse d'Horace Playford, responsable de sa ruine.
Le Comte devient alors chauffeur automobile. Une nuit, les amants louent une voiture pour aller à Dieppe. Leur chauffeur les emmène vers une mort terrible.

## Fiche technique
- Réalisation : Jacques Grétillat
- Scénario : Jacques Grétillat d'après André de Lorde
- Production : 	Pathé frères
- Métrage : 1 000 m
- Dates de sortie :
  - Omnia Pathé, Paris, 21 au 27 février 1919
  - Palace, Saint Nazaire, 11 au 17 mai 1919[1]

## Distribution
- Jacques Grétillat : Comte de Clain
- Roger Vincent : Horace Playford
- Marcelle Praince : Luce de Lancret